# Funariidae
Funariidae — підклас листостеблових мохів. Містить близько 350 видів.

## Класифікація
Підродина складається з трьох монотипових порядків:
- Порядок Encalyptales
  - Родина Encalyptaceae (2 роди, 35 видів)[3][4]
- Порядок Funariales
  - Родина Funariaceae (14 родів, прибл. 300 видів)
- Порядок Disceliales
  - Родина Disceliaceae (1 вид Discelium nudum)